# Corvina (együttes)
A Corvina együttes magyar zenekar, melyet Soltész Rezső és Soltész Gábor eredetileg Rangers néven alapított Romwalter Sándorral 1966-ban, majd az 1969-es Táncdalfesztivál előtt a zenekar felvette az abban az időben politikailag nehezebben viselhető név helyett a Corvina nevet. 1967 és 1969 között Romwalter katonaideje alatt Novai Gábor is játszott a zenekarban basszusgitáron. 1969-ben csatlakozott az egykori Memphis zenekar dobosa, Fonyódi Péter az együtteshez. 1969. december 31-én csatlakozott a zenekarhoz Szigeti Ferenc szólógitáros, és ugyanezen a napon lépett ki a zenekarból Romwalter Sándor. A Rangers és a Corvina alapító tagja volt továbbá Rohmann Gusztáv szaxofonos. Többnyire slágerzenét játszottak, a Metronóm ’77 fesztiválon ők kapták a közönségdíjat. Kötődtek a XII. kerülethez, állandó fellépő helyük 1969-ben a MOM-ban volt. 1978-ban oszlottak fel.

## Tagok
- Soltész Rezső - ének, basszusgitár
- Szigeti Ferenc - gitár, vokál, szintetizátor
- Soltész Gábor - fuvola, furulya, akusztikus gitár
- Fonyódi Péter - dob
- Makay Zsolt - billentyűs hangszerek

## Lemezeik
Nagylemezek:
- Corvina I. (Pepita - SLPX 17458, 1974)
- Utak előtt (Pepita - SLPX 17485, 1975)
- Corvina (1975, csehszlovák kiadás)
- CCC (Pepita - SLPX 17530, 1977)

Kislemezek:
- Oszkár / Elszáll Az Idő (Qualiton - SP 707, 1970)
- Pardon / Elalvás előtt (Pepita - SP 891, 1971)
- A helyzet kulcsa / Nézd a zöld réteket (Pepita - SP 933, 1972)
- Virágsors / Egy Pillanat (Pepita - SP 958, 1972)
- Non-Stop: Ó, Micsoda Éjjel / Corvina: Egy Viharos Éjszakán (Pepita - SP 70015, 1972)
- A Nap és a Hold / Volt egy lány (Pepita - SP 70046, 1973)
- Énekelj Kisleány / Csúnya Panni (Pepita - SP 70060, 1973)
- Generál: Csöngess Be, Jóbarát! / Corvina: Régi Utcán (Pepita - SP 70095, 1974)
- Payer András: Annyi arc ismerős / Corvina: Hova lettél (Pepita - SP 70119, 1975)
- Corvina: Álmaidban / Hungária: Boldogan élj (Pepita - SPS 70280, 1977)